# Keny Bran Ourega
Keny Bran Ouréga (né sous le nom de Yannick Ouréga, 1er septembre 1990) est un chanteur, auteur-compositeur, comédien et chef de chœur gospel français originaire de Lakota, une ville se situant dans une localité Dida de l’Ouest de la Côte d'Ivoire.
Il quitte son pays d’origine en 2001 pour la France en raison des conflits qui ont secoué la Côte d’Ivoire durant cette période. Il est depuis très impliqué dans le milieu du gospel, pour lequel il crée et dirige plusieurs chorales. Il participe aussi à de nombreuses comédies musicales dont Sister Act.

## Biographie
Keny Bran Ouréga est né à Lakota dans l'Ouest de la Côté d'Ivoire. Il est l'aîné d’une fratrie composée de 3 filles et 3 garçons. Il est élevé par ses grands-parents. Une grand-mère commerçante et un grand-père militaire, avec lesquels il découvre le gospel à la chorale de l’église protestante méthodiste, qu’ils côtoient assidument.
Il se fait remarquer dès l’âge de 9 ans pour ses prédispositions vocales lors d’une convention évangélique et décide dès lors d’en faire son métier.
Par ailleurs, Keny Bran Ouréga est scolarisé à l’IRMA de Côte d’Ivoire< (Institution Raggi Anne-Marie de Grand Bassam), une école privée, où il est formé aussi à la danse et au théâtre.
En 2001, il quitte la Côte d’Ivoire pour la France en raison de conflits locaux, qui secouent le pays, pour rejoindre son père, ses frères et sœurs installés dans la ville de Meaux (Seine-et-Marne). Il poursuit ses études scolaires au collège Henri Dunant, ainsi qu'au collège Beaumarchais, puis au lycée Baudelaire.
En parallèle, il se forme durant 2 ans au solfège en entrant au Conservatoire de Musique du Pays de Meaux.
Fort de cette expérience, Keny Bran Ouréga participe à des concours de chant de variété, poursuit activement son implication dans le gospel, jusqu’à intégrer les plus grandes chorales parisiennes (Gospel pour 100 Voix, New Gospel Family, etc.). De là, commence son parcours dans le monde de la musique comme soliste, choriste ou à la direction musicale de chorales dans différents milieux (variété française, pop, world music, gospel) auprès d’artistes tels que Julio Iglesias, Jeane Manson, John Legend, Tina Arena ou encore Joss Stone.
En même temps que Keny Bran Ourega participe au mouvement Gospel Urbain (mélange d’influence gospel, RnB, HipHop et africaine), il contribue, en tant qu’acteur et parmi les rôles principaux, à plusieurs comédies musicales (Peter Pan et Sister Act).

## Carrière artistique

### Comédies musicales
- 2006 - : Interprète le rôle du Fou du Roi dans la comédie musicale « La Naissance[3] » de Franck Debeaud au théâtre du Gymnase
- 2011 - : Interprète le rôle de Meli-Melo dans la pièce musicale de théâtre Peter Pan[4], inspirée de l'œuvre originale de James Matthew Barrie, mis en scène par Irina Brook, fille du metteur en scène britannique Peter Brook et de l'actrice Natasha Parry.
- 2013  - : Interprète le rôle de « TJ » dans la comédie musicale « SISTER ACT », adaptée du film musicale "Sister Act" , produit par Whoopi Goldberg, mis en scène par Bill et Cheri Setinkellner sur la scène du Théâtre Mogador.

### Chorales de gospel
- 2005 - : Soliste / Choriste ténor au Gospel Pour 100 Voix[5]
- 2006 - : Soliste / Choriste ténor au New Gospel Family[6]
- 2013 - : Soliste / Choriste ténor au Gospel Love pour le Merry Christmas Gospel Tour
- 2014 - : Soliste / Choriste ténor pour le Max Zita and the Gospel Voices à l'Olympia

### Direction vocale et musicale
- 2007 - : La 100e - Star Academy  (TF1) en prime time
- 2008 - : 1er Festival de Gospel de Meaux (77) – au Théâtre du Luxembourg
- 2009 - : Festival Gospel sur Scène - avec Léah – au Club Med World
- 2010 - : 1re édition du Festival Gospel urbain & Afro Music – au Canal Opus [7]
- 2011 - : 2e édition du Festival Gospel urbain & Afro Music  – au Réservoir[8]
- 2012 - : 3e édition du Festival Gospel urbain & Afro Music – à la Scène Bastille[9]
- 2013 - : 4e édition du Festival Gospel urbain & Afro Music  – à la Scène Bastille
- 2014 - : La Nuit des Artistes (avec Michel Jonasz, Dany Brillant, Gérald Dahan)  – au Théâtre Mogador
- 2014 - : Choral "Men of Gospel" (choral d'homme) .

## Discographie
- 2007 : New Gospel Family :  Live au Zénith de Paris[10] (soliste/choriste)
- 2013 : Bande Originale Sister Act (version française) – (soliste/choriste)
- 2014 : Max Zita and the Gospel Voices : Live à l’Olympia (soliste/choriste)